# Cycloneritida
Cycloneritida — отряд морских, пресноводных и наземных брюхоногих моллюсков, включающий около 2000 современных видов.
Это брюхоногие моллюски подкласса Neritimorpha. 7 семейств отряда сохранились до наших дней, а 19 вымерли.
Ранее он был отнесен к кладе Cycloneritimorpha.
Согласно «Таксономии брюхоногих моллюсков» (Bouchet & Rocroi, 2005), подкласс Neritimorpha, помимо Cycloneritida, также содержит (полностью ископаемую) кладу Cyrtoneritimorpha, а также ряд других ископаемых семейств, которые в настоящее время не идентифицированы.
Самые ранние эволюционные формы Cycloneritimorpha демонстрируют двойные внутренние органы, двойные жабры и, как правило, двухкамерное сердце.

## Таксономия
Таксономия Cycloneritida основана на работе Кано и др. (2002), которая выделяет 4 клады. Эти клады установлены на основе генетического анализа (28S рРНК) только современных видов. Эти клады, предложенные Кано, ранжируются как надсемейства в таксономии Gastropoda (Bouchet & Rocroi, 2005).
Написание Cycloneritimorpha было изменено на отряд Cycloneritida в новой таксономии Gastropoda Буше и Рокруа в 2017 году.

## Отряды
По данным Molluscabase, на декабрь 2024 года отряд включает следующие надсемейства и семейства:
- Helicinoidea A. Férussac, 1822
  - Dawsonellidae Wenz, 1938 †
  - Deianiridae Wenz, 1938 †
  - Helicinidae A. Férussac, 1822
  - Neritiliidae Schepman, 1908
  - Proserpinellidae H. B. Baker, 1923
  - Proserpinidae Gray, 1847
- Hydrocenoidea Troschel, 1857
  - Hydrocenidae Troschel, 1857
- Naticopsoidea W. H. Waagen, 1880 †
  - Naticopsidae W. H. Waagen, 1880 †
  - Scalaneritinidae Bandel, 2007 †
  - Trachyspiridae Nützel, Frýda, Yancey & J. R. Anderson, 2007 †
  - Tricolnaticopsidae Bandel, 2007 †
- Neritoidea Rafinesque, 1815
  - Cortinellidae Bandel, 2000 †
  - Neridomidae Bandel, 2008 †
  - Neritariidae Wenz, 1938 †
  - Neritidae Rafinesque, 1815
  - Otostomidae Bandel, 2008 †
  - Parvulatopsidae Gründel, Keupp & F. Lang, 2015 †
  - Phenacolepadidae Pilsbry, 1895
  - Pileolidae Bandel, Gründel & P. A. Maxwell, 2000 †
- Neritopsoidea J. E. Gray, 1847
  - Delphinulopsidae Blodgett, Frýda & Stanley, 2001 †
  - Fedaiellidae Bandel, 2007 †
  - Neritopsidae J. E. Gray, 1847
  - Palaeonaricidae Bandel, 2007 †
  - Plagiothyridae Knight, 1956 †
  - Pseudorthonychiidae Bandel & Frýda, 1999 †
- Symmetrocapuloidea Wenz, 1938 †
  - Symmetrocapulidae Wenz, 1938 †